# 龐塞·德萊昂 (密蘇里州)
龐塞·德萊昂（英語：Ponce de Leon）是位於美國密蘇里州斯通縣的非建制地區。

## 歷史
龐塞·德萊昂的郵局自1881年營運至今。

## 地理
龐塞·德萊昂所處的海拔為高於海平面337米（即1106英呎），而該地所採用的時區為UTC-6，即北美中部時區（CST）。同時該地設有夏令時間，為UTC-6調快一小時，即UTC-5（CDT）。